# Naoto Yoshii
Naoto Yoshii (吉井 直人 Yoshii Naoto?), född 30 november 1987 i Hyōgo prefektur, är en japansk fotbollsspelare.
Yoshii började sin karriär 2010 i Kataller Toyama. 2014 blev han utlånad till FC Machida Zelvia. Han gick tillbaka till Kataller Toyama 2015. Han avslutade karriären 2016.